# Silau Padang
Silau Padang is een bestuurslaag in het regentschap Serdang Bedagai van de provincie Noord-Sumatra, Indonesië. Silau Padang telt 1385 inwoners (volkstelling 2010).